# Karlavagnens bleka stjärnor
Karlavagnens bleka stjärnor (italienska: Vaghe stelle dell'orsa) är en italiensk dramafilm från 1964 i regi av Luchino Visconti.
Filmen handlar om Sandra Dawson (spelad av Claudia Cardinale) som återvänder till hennes familjs förfallna hem i staden Volterra. Där inleder hon ett intensivt förhållande med sin bror Gianni (spelad av Jean Sorel).
Filmen vann Guldlejonet vid filmfestivalen i Venedig.

## Rollista i urval
- Claudia Cardinale – Sandra Dawson
- Jean Sorel – Gianni Wald-Luzzati
- Michael Craig – Andrew Dawson
- Renzo Ricci – Antonio Gilardini
- Fred Williams – Pietro Formari
- Amalia Troiani – Fosca
- Marie Bell – Corinna Gilardini